# فرودگاه ویندورا
فرودگاه ویندورا (به انگلیسی: Windorah Airport) یک فرودگاه همگانی با کد یاتا WNR است که یک باند فرود آسفالت دارد و طول باند آن ۱۳۷۴ متر است. این فرودگاه در کشور استرالیا قرار دارد و در ارتفاع ۱۳۸ متری از سطح دریا واقع شده‌است.

## شرکت‌های هواپیمایی و مقصدهای پروازی
| شرکت‌های هواپیمایی       | مقصدهای پروازی                                                           |
| ----------------------- | ------------------------------------------------------------------------ |
| رجیونال اکسپرس ایرلاینز | بدوری، بیردسویل، Boulia، بریزبن، چارلویل، ماونت آیزیا، کویلپی، Toowoomba |

Services are operated under contract to the دولت کوئینزلند and will be taken over by رجیونال اکسپرس ایرلاینز from ۱ ژانویه ۲۰۱۵.